# Euxoa birivia

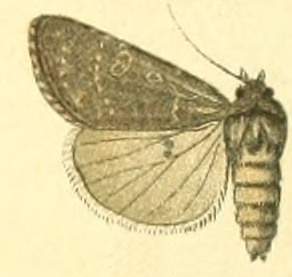
Euxoa birivia, Weibchen

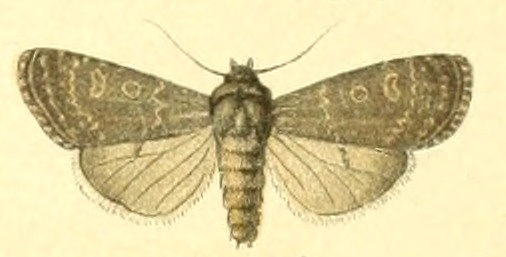
Euxoa birivia, Männchen (aus Seitz, 1909)

Euxoa birivia, gelegentlich und unüblich auch Bleigraue Erdeule genannt, ist ein Schmetterling (Nachtfalter) aus der Familie der Eulenfalter (Noctuidae).

## Merkmale
Die Falter haben eine Flügelspannweite von 34 bis 41 Millimeter. Die Vorderflügel sind auf der Oberseite einfarbig bleigrau. Querlinien und Makel sind hellgrau oder auch leicht gelblich gezeichnet, oft auch undeutlich. Grundfarbe und Zeichnung variieren nur wenig. Dagegen ist die Flügelform erstaunlich variabel.
Das kugelige Ei misst 0,8 Millimeter im Durchmesser. Es ist schmutzig gelblichweiß gefärbt. Seine Oberfläche ist schwach längsgerippt.
Die Eiraupe (L1) weist einen schlanken Habitus auf. Sie ist gelblichweiß und besitzt mehrere orangefarbene gewellte Längsbänder und -linien auf dem Rücken. Diese werden zum Hinterende hin kräftiger. Kopf und Nackenschild sind glänzend schwarz. Der Analschild und die Ansatzpunkte der Borsten sind graubraun. Im L3-Stadium ist die Raupe schmutzig graugrün. Die orangefarbenen Längslinien und -bänder auf dem Rücken sind verwaschen und eher undeutlich. Kopf und Nackenschild sind glänzend ockergelb.
Die erwachsene Raupe (L5) wird etwa 40 Millimeter lang. Sie ist schmutzig grau und besitzt auf dem Rücken undeutliche weiße Längslinien. Der Kopf ist hellbeige mit einer etwas dunkleren Netzung. Der Nackenschild ist durchscheinend hellbeigebräunlich gefärbt, ebenso der Analschild.
Die Puppe erreicht eine Länge von 18 bis 20 Millimeter. Sie ist hell gelblichbraun gefärbt, wirkt dünnschalig und ist durchscheinend. Die Ringe der Abdominalsegmente sind dunkler braun angelegt. Der Kremaster ist mit zwei kurzen, geraden Dornen besetzt.

### Ähnliche Arten
Bei frischen Faltern ist eine Verwechslung aufgrund der bleigrauen Grundfarbe mit hellgrauer Zeichnung mit Euxoa decora, die eine graue Grundfarbe mit zuweilen dunklerer Zeichnung aufweist, kaum möglich.

## Geographische Verbreitung und Lebensraum
Euxoa birivia besiedelt die Alpen und Voralpengebiete von Frankreich (einschließlich der Hochregionen von Korsika), der Schweiz, Italien, Deutschland und Österreich. Die Art ist in Tschechien, der Slowakei, Südpolen, Nordkroatien und Ungarn sowie den Karpaten in Rumänien und im Balkangebirge von Serbien und Nordalbanien vertreten. Im Osten zieht sich das Verbreitungsgebiet über die Krim nach Südrussland (Karatschai-Tscherkessien), das Kaukasus-Gebiet, Armenien bis nach Zentralasien (Ili-Region, Kasachstan, Issyk-kul, Kirgisistan). Im Süden erstreckt es sich von der Türkei bis in den Iran. Bernd Schacht gibt noch China und Syrien an, jedoch ohne Literaturbelege.
Der Lebensraum von Euxoa birivia ist sehr speziell und umfasst offene Biotope wie Trockenrasen, Felssteppen, trockene Bach- und Flussläufe mit Grasbewuchs, jeweils mit sandig-lehmigem Boden in eher gebirgigen Regionen. Die wenigen Fundorte in Baden-Württemberg liegen zwischen 500 und 800 Meter über NN. Der Fundort in Karatschai-Tscherkessien in Südrussland liegt auf 1200 Meter Höhe. Der Seespiegel des Issyk-kul in Kasachstan liegt in über 1600 Meter Höhe.

## Lebensweise
Euxoa birivia ist univoltin; d. h., es wird nur eine Generation im Jahr gebildet. Die Falter fliegen von Mitte Juli bis Ende August. Die Falter fliegen auf der Suche nach einem geeigneten Areal oft weit umher und werden gelegentlich auch in Laubwäldern, Ortschaften und Kulturland, also weit entfernt von ihrem eigentlichen Lebensraum beobachtet. Sie fliegen künstliche Lichtquellen an und kommen auch an den Köder. Die Eier werden in kleinen Gruppen in sandig-lehmigen Boden gelegt. Dazu scharrt das Weibchen kleine Vertiefungen in den Boden; nach der Eiablage werden die Eier mit Erde bedeckt. Zwar stammen diese Beobachtungen aus der Zucht, sie dürften jedoch auch in der Natur zutreffen. Über die Nahrung der Raupen ist sehr wenig bekannt. Es wird angenommen, dass sie von Grasswurzeln leben. In der Zucht fraßen die Eiräupchen auch Endivie. Nach den Zuchtbeobachtungen sind sie nachtaktiv und sehr lichtscheu. Im letzten Larvenstadium lebten die Tiere fast ausschließlich in der Erde und kamen nur nachts an die Oberfläche, um dort zu fressen oder Pflanzenteile in ihre Gänge in der Erde zu ziehen. Erwachsene Raupen nahmen auch Löwenzahn an. Die Art überwintert wahrscheinlich als Raupe im Ei. Die Beobachtungen stammen aus der Zucht und müssen durch Freilandbeobachtungen ergänzt werden. Angesichts des großen Verbreitungsgebietes sind auch regionale Unterschiede denkbar.

### Entwicklung
Bei Zuchtversuchen an Exemplaren aus Osttirol waren die Eiräupchen (L1) im Ei nach 14 Tagen fertig entwickelt. Trotz Temperatur- und Feuchtigkeitswechsel, die bei anderen Euxoa-Arten das Schlüpfen der Eiraupen auslösen können, schlüpften die Eiraupen nicht mehr im Herbst. Nach einer verkürzten Winterruhe von 150 Tagen schlüpften die Eiraupen im Frühjahr. Die Entwicklungszeit vom L1-Stadium bis zum L5-Stadium betrug nur 30 Tage. Die Vorpuppenphase bis zur Verpuppung dauerte lediglich 10 Tage. Die Puppenruhe bis zum Schlupf der Falter dauerte 26 Tage. Die Gesamtdauer der Entwicklung betrug 230 Tage; dabei ist jedoch die durch die Zucht verkürzte Winterruhe zu beachten. Die Daten gelten für „Zimmertemperatur“.

## Gefährdung
In Deutschland ist Euxoa birivia in der Vorwarnliste. In Baden-Württemberg ist die Art ausgestorben oder verschollen.